# Myrmecoderus dominicensis
Myrmecoderus dominicensis là một loài bọ cánh cứng trong họ Salpingidae. Loài này được Horn miêu tả khoa học năm 1876.